# Trò chơi mô phỏng

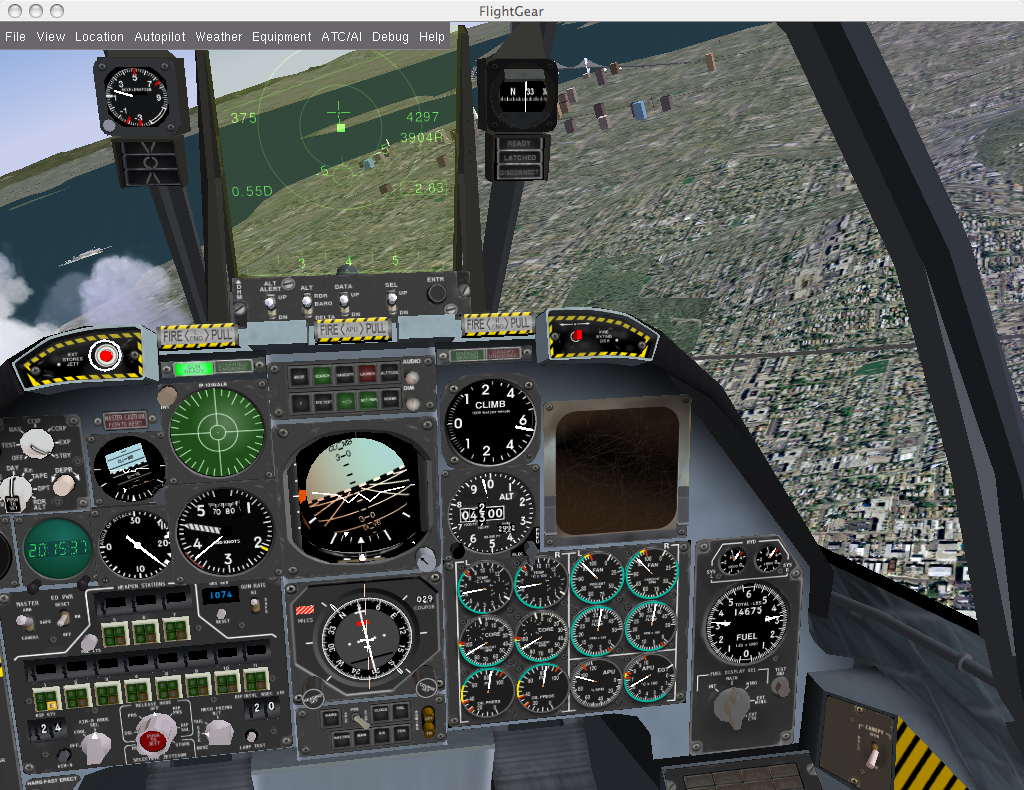
FG-A-10

Trò chơi mô phỏng mô tả một trò chơi video đa dạng, thường được thiết kế để mô phỏng chặt chẽ các hoạt động trong thế giới thực.
Một trò chơi mô phỏng cố gắng sao chép các hoạt động khác nhau từ đời thực dưới dạng trò chơi cho các mục đích khác nhau như đào tạo, phân tích hoặc dự đoán. Thông thường không có mục tiêu được xác định nghiêm ngặt trong trò chơi, thay vào đó người chơi được phép điều khiển nhân vật hoặc môi trường một cách tự do. Ví dụ nổi tiếng là trò chơi chiến tranh, trò chơi mô phỏng kinh doanh và mô phỏng nhập vai.
Từ ba loại bài tập chiến lược, lập kế hoạch và học tập cơ bản: trò chơi, mô phỏng và nghiên cứu trường hợp, một số trò chơi lai tạo có thể được xem xét, bao gồm các trò chơi mô phỏng được sử dụng làm nghiên cứu trường hợp.
Việc so sánh giá trị của các trò chơi mô phỏng so với các kỹ thuật giảng dạy khác đã được thực hiện bởi nhiều nhà nghiên cứu và một số đánh giá toàn diện đã được công bố.